# 下呂市立下呂小学校
下呂市立下呂小学校（げろしりつ げろしょうがっこう）は岐阜県下呂市森にある市立の小学校。

## 概要
- 全校児童300人程度の学校である。

## 沿革
- 1873年（明治6年） - 泰心寺にて森学校として発足。
- 1882年（明治15年） - 現在地に移転。森尋常小学校に改称
- 1926年（大正15年） - 下呂尋常高等小学校に改称
- 1941年（昭和16年）4月 - 下呂国民学校に改称
- 1947年（昭和22年）4月 - 下呂町立下呂小学校に改称
- 1957年（昭和32年） - 岐阜県立整肢学園分教室を設置
- 1965年（昭和40年）3月 - 東上田分校を統合
- 1974年（昭和45年） - 岐阜県立整肢学園分教室が岐阜市に移転（現・岐阜県立岐阜希望が丘特別支援学校）
- 2004年（平成16年）3月 - 町村合併により、下呂市立下呂小学校に改称
- 2009年 (平成22年) - 新校舎完成
- 2023年 (令和5年)4月 - 中原小学校を統合

## 周辺
- エディオン下呂店
- 益田信用組合本店
- ジップドラッグ下呂店
- ゲンキー下呂中学校西店
- デイリーヤマザキ下呂森店
- 下呂市立下呂中学校
- 下呂市消防本部中消防署
- 飛騨川

## 著名な卒業生
- 中子真治